# 오창휴게소
오창휴게소(梧倉休憩所, Ochang Service Area)는 충청북도 청주시 청원구 오창읍에 위치한 중부고속도로의 고속도로 휴게소이다. 양방향 모두 휴게소가 존재한다.

## 시설
- 주차장
- 화장실
- 식당
- 주유소
- 매점
- 현금 자동 입출금기
- 전기차충전소

## 다음 휴게소
상행선
- 중부고속도로 하남방향: 음성휴게소 32km
- 평택제천고속도로 평택방향: 안성맞춤휴게소 42km
- 평택제천고속도로 제천방향: 금왕휴게소 34km

하행선
- 경부고속도로 서울방향: 천안삼거리휴게소 34km
- 경부고속도로 부산방향: 옥산휴게소 21km
- 경부고속도로 부산방향: 죽암휴게소 32km
- 서산영덕고속도로 영덕방향: 문의청남대휴게소 29km

## 전후
- 오창 나들목→오창휴게소→증평 나들목
- 고속도로 시점→오창휴게소→음성휴게소